# 198 Ampella
198 Ampella este un asteroid din centura principală, descoperit pe 13 iunie 1879, de Alphonse Borrelly.